# Maya Yoshida
Maya Yoshida (jap. 吉田 麻也, Yoshida Maya; * 24. August 1988 in Nagasaki) ist ein japanischer Fußballspieler. Der Innenverteidiger spielt seit August 2023 für LA Galaxy und zwischen 2010 und 2022 für die japanische Nationalmannschaft, mit der er 2011 die Asienmeisterschaft gewann.

## Vereinskarriere
Yoshida durchlief die Jugendabteilung des japanischen Erstligisten Nagoya Grampus. Im Dezember 2009 wagte er den Schritt nach Europa und wechselte in die Niederlande zu VVV-Venlo.
Am 30. August 2012 unterzeichnete er einen Dreijahresvertrag beim Premier-League-Teilnehmer FC Southampton. Nach einer 0:9-Niederlage Southamptons gegen Leicester City im Oktober 2019 wurde er von Trainer Ralph Hasenhüttl nicht mehr eingesetzt.
Am 31. Januar 2020 wechselte Yoshida zunächst auf Leihbasis zu Sampdoria Genua, wo er anschließend einen Vertrag bis 2022 unterschrieb.
Zur Saison 2022/23 wechselte Yoshida in die Bundesliga zum FC Schalke 04. Der 33-Jährige unterschrieb beim Aufsteiger einen Einjahresvertrag. Für Schalke bestritt 29 Ligaspiele und der Verein beendete die die Spielzeit auf dem 17. Tabellenplatz, welcher den erneuten Abstieg in die 2. Bundesliga bedeutete.
Im August 2023 unterschrieb Yoshida einen Vertrag bis Ende 2024 bei LA Galaxy in den USA.

## Nationalmannschaft
2008 und 2012 als Kapitän stand Yoshida im Kader für die Olympischen Spiele und kam in insgesamt sieben Spielen zum Einsatz. Im Spiel um Platz 3 unterlag die Mannschaft 2012 Südkorea mit 0:2.
Für die japanische A-Nationalmannschaft bestritt er ab 2010 seine ersten Länderspiele. Sein Debüt fand am 6. Januar 2010 gegen den Jemen im Rahmen der Qualifikation für die 2011er Asienmeisterschaft statt und rund ein Jahr später absolvierte er in der Endrunde alle drei Gruppenspiele, sowie das Viertelfinale und das erfolgreiche Endspiel gegen Australien (1:0 n. V.) – eine gelbrote Karte aus dem Viertelfinale verhinderte einen zusätzlichen Einsatz im Halbfinale.
Die nächsten Höhepunkte in seiner Nationalmannschaftskarriere waren 2013 die Teilnahme am Konföderationen-Pokal (dabei blieb er jedoch punktlos in drei Gruppenspielen), im Jahr darauf seine drei Einsätze bei der WM 2014 in Brasilien (auch dort war für Japan bereits nach der Vorrunde Schluss) sowie Anfang 2015 der erneute Auftritt bei den Asienmeisterschaften. Dort misslang die Titelverteidigung nach dem Viertelfinalaus gegen die Vereinigten Arabischen Emirate im Elfmeterschießen – Yoshida hatte dabei jedoch nicht zu den Schützen gezählt.

## Titel
- Asienmeisterschaft: 2011
- US-amerikanischer Meister: 2024